# Jef Eygel
Jozef Fidela Eygel, detto Jef (Anversa, 5 marzo 1933 – Anversa, 3 aprile 2005), è stato un cestista belga.

## Carriera
Con il Belgio ha disputato i Giochi olimpici di Helsinki 1952 e cinque edizioni dei Campionati europei (1951, 1959, 1961, 1963, 1967).

## Palmarès
- Campionato belga: 7

Antwerpse: 1955-56, 1958-59, 1959-60, 1960-61, 1961-62, 1962-63, 1963-64
- Coppa del Belgio: 2

Antwerpse 1961
Racing Mechelen 1970